# Ernst Christoph (Ostfriesland)
Ernst Christoph (* 1. April 1606; † 31. Dezember 1640) stammte aus dem Haus Cirksena und war von 1625 bis 1640 Graf von Rietberg.

## Leben
Ernst Christoph wurde als viertes von elf Kindern von Johann III. und Sabina Catharina geboren. Da sein älterer Bruder Edzard bereits als Kleinkind starb, war er von Geburt an Erbe der Grafschaft.
Kurz vor dem Tode des Vaters Johann III. versprach Ernst Christoph, endgültig ein Franziskanerkloster in Rietberg zu bauen. Der Vater starb 1625, und Ernst Christoph übernahm die Grafschaft. Am 10. November 1626 heiratete er Albertine Maria Marquise de St. Martin. Die Ehe war kinderlos geblieben. Am 6. Januar 1629 gründete er urkundlich das Franziskanerkloster Rietberg. Im selben Jahr konnte die Kirche geweiht werden; sie trug in Erinnerung an seine Mutter das Patrozinium der heiligen Katharina von Siena. Die sterblichen Überreste seiner Eltern ließ er in die Gruft unter der Kirche überführen.
1631 wurde Ernst Christoph zum Reitoberst und später zum Vizefeldmarschall ernannt. Am 8. März 1634 wurde er zum kaiserlichen Generalfeldwachtmeister ernannt. Er starb am 31. Dezember 1640 und wurde ebenfalls in der Gruft der Franziskanerkirche beigesetzt. Seine Witwe vermählte sich mit Charles de la Baume (La Baume-Montrevel). Der Bruder Ernst Christophs, Domherr Ferdinand Franz von Rietberg, zog 1645 vor das Reichskammergericht. Er wollte Zuwendungen an Albertine, die sein Bruder zu Lebzeiten getätigt hatte, rückgängig machen.